# Brignais
Brignais es una comuna francesa situada en el departamento de Ródano, de la región de Auvernia-Ródano-Alpes. Es la cabecera (bureau centralisateur en francés) y mayor población del cantón de su nombre y el sede de la comunidad de comunas Vallée du Garon.
Los habitantes se llaman Brignairots.

## Geografía
Pertenece a la aglomeración urbana de Lyon y está ubicada a 15 km al suroeste de esta ciudad, entre el valle del Ródano y los montes del Lyonnais.

## Demografía
| 3 041 | 3 922 | 6 790 | 9 564 | 10 036 | 11 207 | 11 658 | 11 327 |
| Para los censos de 1962 a 1999 la población legal corresponde a la población sin duplicidades (Fuente: INSEE [Consultar]) |       |       |       |        |        |        |        |